# Salud Ruiz
Salud Ruiz (1895-c. 1968) fue una cupletista española.

## Biografía
Nacida en diciembre de 1895 en la localidad jienense de Linares, se trasladó a Madrid, donde habría comenzado a actuar a inicios de la década de 1910. Descrita en prensa como una «famosa estrella de "varietés"», trabajó en el Madrid-Cinema. Su muerte se ha datado hacia 1968, en Madrid.